# Ассаф

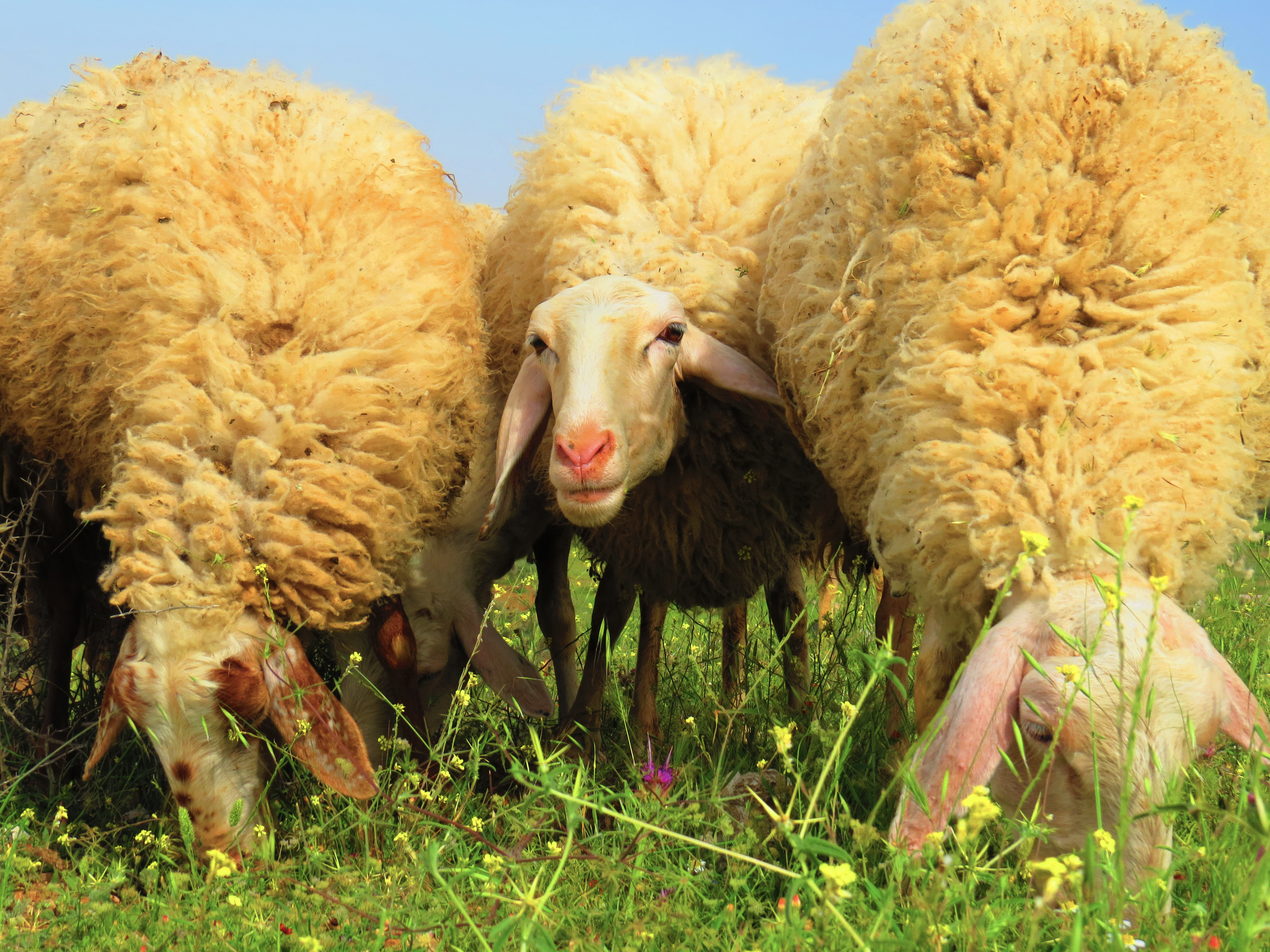
Овцы породы ассаф

Ассаф — молочно-мясная порода овец из Израиля. Порода была экспортирована в Испанию, Португалию, Чили и Перу.

## Происхождение
Порода была создана в Израиле в 1955 году в рамках проекта A.R.O. (англ. Israeli Agricultural Research Organization) по повышению плодовитости породы авасси. Выведена путём поглотительного скрещивания до III — IY поколения овец Авасси (3/8) с баранами Восточно-Фризской породы (5/8) (англ. East Friesian).

## Характеристики
Шерсть грубая. Порода приспособлена к условиям кочевого и полукочевого скотоводства. В условиях Израиля овца приносит 3 ягнят за 2 года при ежегодном надое 450 литров.